# Tylonycteris robustula
Il pipistrello dei bambù maggiore (Tylonycteris robustula  Thomas, 1915) è un pipistrello della famiglia dei Vespertilionidi diffuso nel Subcontinente indiano e nell'Ecozona orientale.

## Descrizione

### Dimensioni
Pipistrello di piccole dimensioni, con la lunghezza della testa e del corpo tra 40 e 44 mm, la lunghezza dell'avambraccio tra 26 e 30 mm, la lunghezza della coda tra 26 e 36 mm, la lunghezza del piede tra 5 e 6 mm, la lunghezza delle orecchie tra 8 e 11 mm e un peso fino a 8,5 g.

### Aspetto
Il corpo e la testa sono talmente appiattiti che questo animale può passare in fessure larghe soltanto 4,5 mm. La pelliccia è lucida e liscia. Le parti dorsali sono marroni scure con la punta dei peli più chiara, mentre le parti ventrali sono bruno-grigiastre chiare o bruno sabbia. Il muso è largo e appuntito. Le orecchie sono triangolari, ben separate tra loro, con i bordi carnosi e l'estremità arrotondata. Il trago è corto, largo e più stretto alla base. Le membrane alari sono marroni scure e attaccate posteriormente alla base delle dita dei piedi. Sono presenti dei cuscinetti adesivi grigiastri o talvolta rosati alla base dei pollici e sulla piante dei piedi. La coda è lunga ed è completamente inclusa nell'ampio uropatagio. Il cariotipo è 2n=32 FN=52.

### Ecolocazione
Emette ultrasuoni ad alto ciclo di lavoro con impulsi di breve durata a frequenza modulata iniziale di 100,1 kHz e finale di 47,2 kHz.

## Biologia

### Comportamento
Si rifugia in gruppi fino a 10 individui negli internodi delle canne di bambù più grandi e frequentemente morte, in particolare della specie Gigantochloa scortechinii. Vi entra attraverso le fessure verticali create dalle pupe di coleotteri. può anche utilizzare altri tipi di siti come i crepacci rocciosi.  Le colonie sono formate da un maschio e diverse femmine con i loro piccoli sebbene la composizione sia spesso instabile e alcuni maschi tendano ad essere solitari. Condivide i rifugi con il pipistrello dei bambù minore.  L'attività predatoria inizia presto al tramonto.

### Alimentazione
Si nutre di termiti, catturate in volo all'interno di sciami.

### Riproduzione
Le femmine danno alla luce due piccoli alla volta tra marzo e maggio dopo una gestazione di 84-91 giorni e questi ultimi vengono svezzati dopo sei settimane di vita. Si tratta degli unici pipistrelli tropicali nei quali è stato osservato un estro prolungato e un deposito spermatico.

## Distribuzione e habitat
Questa specie è diffusa in India, Cina, Myanmar, Thailandia, Vietnam, Laos, Cambogia, Malaysia, Singapore, Indonesia, Filippine.
Vive nei boschi di bambuseae all'interno di ambienti intatti o disturbati fino a 1.000 metri di altitudine.

## Tassonomia
Sono state riconosciute 2 sottospecie:
- T.r.robustula: Singapore, Sumatra, Giava, Bali, Lombok, Timor, Sulawesi, Peleng, isole filippine di Calauit, Luzon, Mindoro e Palawan;
- T.r.malayana (Chasen, 1940): Province cinesi dello Yunnan, Jiangxi[4] e Guangxi; Myanmar, Thailandia, Laos, Vietnam centrale e meridionale, Cambogia, Penisola malese.

Gli individui del Laos nord-orientale e del Vietnam settentrionale sono stati recentemente assegnati alla nuova specie T.tonkinensis

## Conservazione
La IUCN Red List, considerato il vasto areale, la popolazione presumibilmente numerosa, la presenza in diverse aree protette e la tolleranza alle modifiche ambientali, classifica T.robustula come specie a rischio minimo (Least Concern)).